# Humboldtstraße 74 (Mönchengladbach)

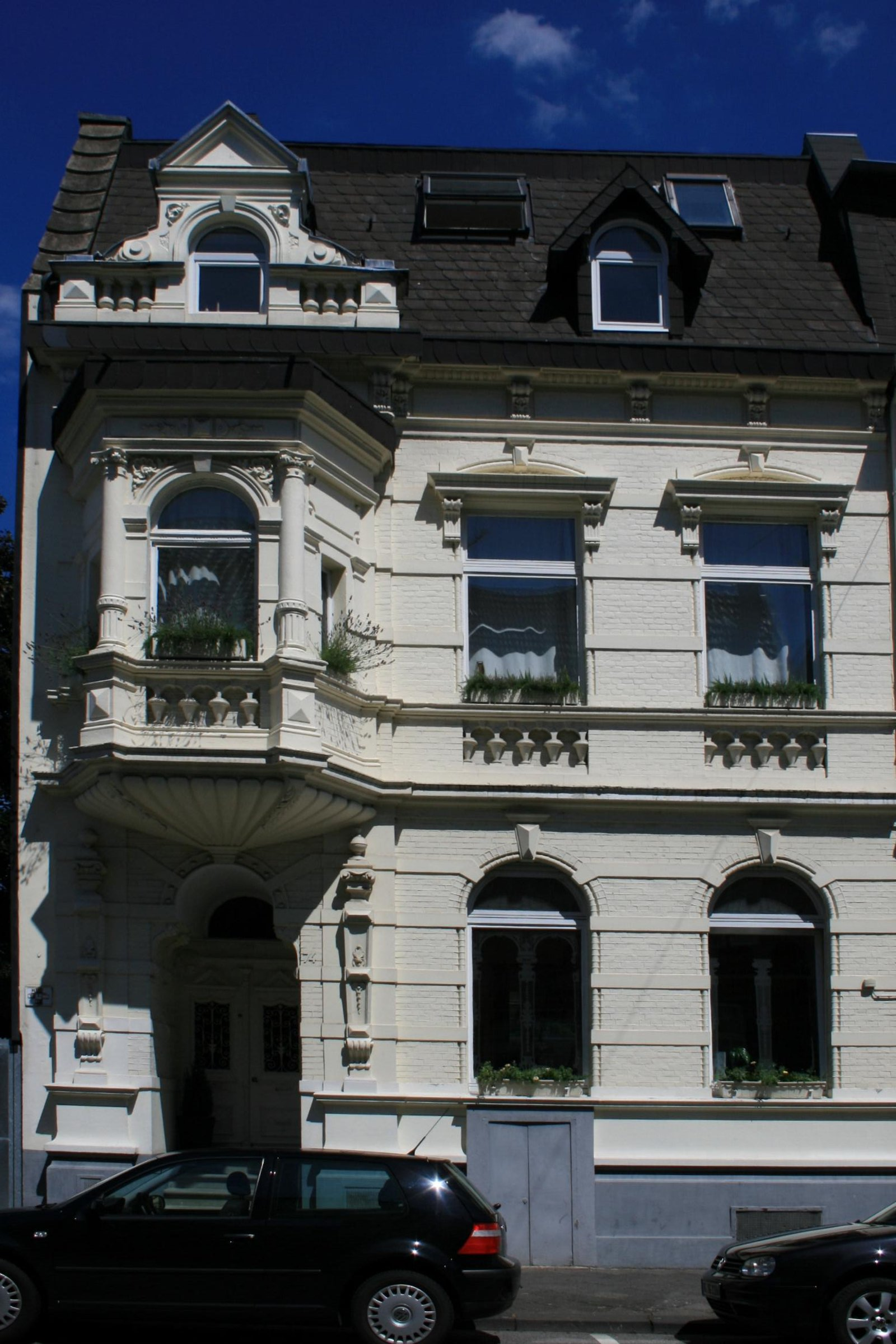
Wohnhaus (2010)

Das Wohnhaus Humboldtstraße 74 steht in Mönchengladbach (Nordrhein-Westfalen).
Das Gebäude wurde 1897 erbaut. Es wurde unter Nr. H 075  am 23. September 1992 in die Denkmalliste der Stadt Mönchengladbach eingetragen.

## Architektur
Das Wohnhaus Nr. 72 liegt in einem um die Jahrhundertwende bebauten Wohngebiet, das die Stadterweiterung in Richtung Eicken dokumentiert und wird erstmals im Adressbuch von 1897 genannt.
Es handelt sich um ein traufständiges, zweigeschossiges und dreiachsiges Wohnhaus unter einem Mansarddach mit Erker und Zwerchgiebel in der linken Achse. In der rechten Dachfläche eine Satteldachgaube.